# Лопъю (приток Илыча)
Лопъю (устар. Лопью) — река в России, протекает по территории Троицко-Печорского района Республики Коми. Устье реки находится в 228 км по правому берегу реки Илыч. Длина реки — 45 км.
Исток реки находится на возвышенности Ыджыд-Парма (предгорья Северного Урала) к западу от горы Нэрыс (597 м нум). Река стекает с центральной части хребта в долину Илыча. Течёт на юго-восток, затем поворачивает на восток. Всё течение проходит в ненаселённой холмистой тайге. Притоки — Лопьювож (правый); Ичет-Иван-Пасёль и Войвож (левые). Русло в низовьях сильно извилистое, ширина русла в нижнем течении около 7 м. Впадает в Илыч у скалы Лапьюкырта. Высота устья — 176,6 м над уровнем моря.
Система водного объекта: Илыч → Печора → Баренцево море.

## Данные водного реестра
По данным государственного водного реестра России относится к Двинско-Печорскому бассейновому округу, водохозяйственный участок реки — Печора от истока до водомерного поста у посёлка Шердино, речной подбассейн реки — Бассейны притоков Печоры до впадения Усы. Речной бассейн реки — Печора.